# プファルツ＝モスバッハ＝ノイマルクト

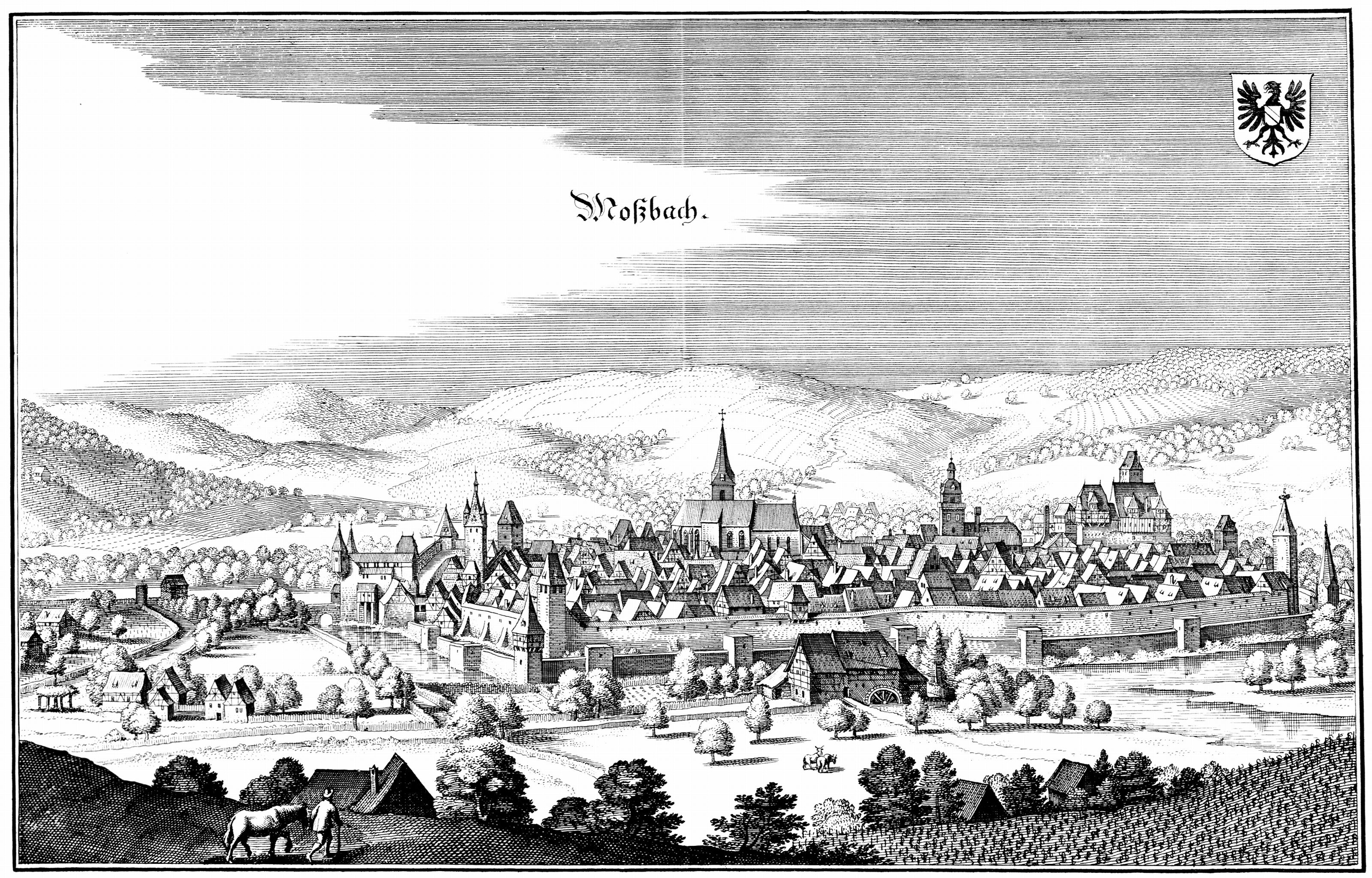
モスバッハ、メーリアンによる版画

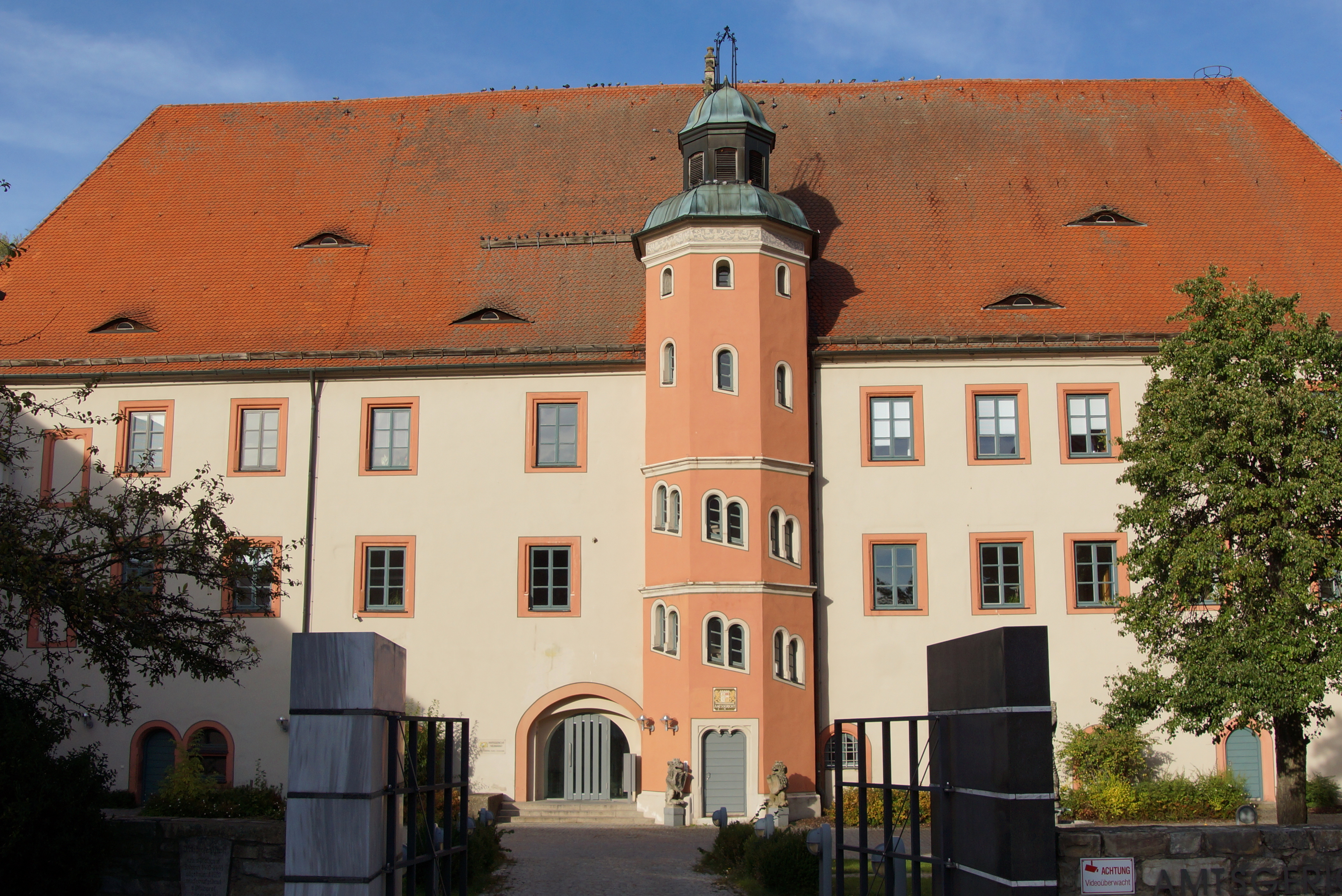
ノイマルクト城

プファルツ＝モスバッハ＝ノイマルクト（Pfalz-Mosbach-Neumarkt）は、現在のドイツ・バーデン＝ヴュルテンベルク州北部のモスバッハとエーバーバッハ及びバイエルン州のオーバープファルツにあった神聖ローマ帝国の領邦の一つである。

## 概要
プファルツ＝モスバッハ＝ノイマルクトはプファルツ＝モスバッハ公オットー1世が1448年にプファルツ＝ノイマルクト全域を獲得したことに始まる。オットー1世の後継者であるオットー2世はノイシェーネンベルクのヴォルフシュタインの城を獲得したことで、長らく続いたヴィッテルスバッハ家とヴォルフシュタイン家の争いに終止符を打った。1499年にオットー2世が後継者を残さずして死ぬと、その領域の全権利はプファルツ選帝侯フィリップに渡った。

## ファルツ＝モスバッハ＝ノイマルクト公
- オットー1世（1448年 - 1461年） - 1448年まではプファルツ＝モスバッハ公
- オットー2世（1461年 - 1499年）